# Ścibor z Gościeńczyc
Ścibor z Gościeńczyc herbu Prus III (zm. 4 maja 1471) – biskup płocki.
Syn Jana stolnika czerskiego. W 1435 zapisał się na Akademię Krakowską nie ma jednak pewności czy ją ukończył. Był kanonikiem w Płocku. Po śmierci Pawła Giżyckiego został wybrany przez kapitułę na nowego biskupa płockiego, wbrew woli króla Kazimierza Jagiellończyka. 23 listopada 1463 został zatwierdzony przez papieża Piusa II.
Następcą Ścibora na stolicy biskupiej miał zostać początkowo Andrzej Oporowski, ostatecznie został nim książę mazowiecki Kazimierz.